# Charles Anderson Dana (företagare)
Denna artikel handlar om företagaren och politikern Charles Anderson Dana. För publicisten med samma namn, se Charles Anderson Dana
Charles Anderson Dana, född 25 april 1881 i New York i USA , död 27 november 1975, var en amerikansk företagare och politiker. 
Charles Anderson Dana var son till Laura (1843–1932) och Charles Dana (1824–1906), Fadern var affärsman, som hade grundat den första banken på Hawaii och arbetade för industridynastin Vanderbilt. Charles Anderson Dana var brorson till sin namne, publicisten Charles Anderson Dana. Han utbildade sig till jurist, med examen från Columbia University i New York.
Han blev åklagare i New Yorks distriktsåklagarkammare och därefter advokat på advokatbyrån Dana, Gilford and Gallatin. Charles Anderson Dana var ledamot som republikan i delstatsparlamentet från 1910. Han allierade sig med guvernören Charles Evans Hughes och Theodore Roosevelt och ledde en av Roosevelts kampanjorganisationer i ett presidentval. 
År 1914 övertog han ledningen av Spicer Manufacturing Company och drev företaget i över 50 år. Han blev majoritetsägare och namnändrade företaget till Dana Corporation 1946. 
Charles Anderson Dana var i första äktenskapet 1912–1938 gift med Agnes Ladson (1884–omkring 1955), och i andra äktenskapet från 1940 med Eleanor Naylor Stafford (1907–1982). Han hade två barn i första äktenskapet och två barn i det andra. 